# Wereldkampioenschap superbike van Lausitz 2001
Het wereldkampioenschap superbike van Lausitz 2001 was de zevende ronde van het wereldkampioenschap superbike en de zesde ronde van het wereldkampioenschap Supersport 2001. De races werden verreden op 10 juni 2001 op de Lausitzring nabij Klettwitz, Duitsland.

## Superbike

### Race 1
| Pos | Nr  | Rijder              | Constructeur | Rondes | Tijd                | Grid | Punten |
| --- | --- | ------------------- | ------------ | ------ | ------------------- | ---- | ------ |
| 1   | 1   | Colin Edwards       | Honda        | 23     | 38:47.683           | 3    | 25     |
| 2   | 21  | Troy Bayliss        | Ducati       | 23     | +0.663              | 8    | 20     |
| 3   | 8   | Tadayuki Okada      | Honda        | 23     | +2.810              | 4    | 16     |
| 4   | 4   | Pierfrancesco Chili | Suzuki       | 23     | +19.777             | 6    | 13     |
| 5   | 3   | Troy Corser         | Aprilia      | 23     | +20.618             | 2    | 11     |
| 6   | 6   | Gregorio Lavilla    | Kawasaki     | 23     | +22.821             | 11   | 10     |
| 7   | 55  | Régis Laconi        | Aprilia      | 23     | +26.277             | 9    | 9      |
| 8   | 100 | Neil Hodgson        | Ducati       | 23     | +28.008             | 1    | 8      |
| 9   | 19  | Hitoyasu Izutsu     | Kawasaki     | 23     | +30.684             | 15   | 7      |
| 10  | 24  | Stéphane Chambon    | Suzuki       | 23     | +31.029             | 14   | 6      |
| 11  | 155 | Ben Bostrom         | Ducati       | 23     | +31.653             | 5    | 5      |
| 12  | 5   | Akira Yanagawa      | Kawasaki     | 23     | +42.547             | 10   | 4      |
| 13  | 51  | Martin Craggill     | Ducati       | 23     | +52.542             | 16   | 3      |
| 14  | 36  | Broc Parkes         | Ducati       | 23     | +52.744             | 17   | 2      |
| 15  | 99  | Steve Martin        | Ducati       | 23     | +54.040             | 7    | 1      |
| 16  | 27  | Bertrand Stey       | Honda        | 23     | +1:00.642           | 23   |        |
| 17  | 46  | Mauro Sanchini      | Ducati       | 23     | +1:00.728           | 22   |        |
| 18  | 31  | Michele Malatesta   | Kawasaki     | 23     | +1:01.423           | 25   |        |
| 19  | 11  | Rubén Xaus          | Ducati       | 23     | +1:05.736           | 13   |        |
| 20  | 20  | Marco Borciani      | Ducati       | 23     | +1:08.481           | 20   |        |
| 21  | 37  | Frédéric Protat     | Ducati       | 23     | +1:43.710           | 27   |        |
| 22  | 41  | Ludovic Holon       | Kawasaki     | 22     | +1 ronde            | 26   |        |
| 23  | 86  | Matteo Campana      | Ducati       | 22     | +1 ronde            | 28   |        |
| DNF | 33  | Robert Ulm          | Ducati       | 14     | Uitgevallen         | 12   |        |
| DNF | 52  | James Toseland      | Ducati       | 14     | Uitgevallen         | 19   |        |
| DNF | 22  | Lucio Pedercini     | Ducati       | 11     | Uitgevallen         | 21   |        |
| DNF | 7   | Juan Borja          | Yamaha       | 9      | Ongeluk             | 18   |        |
| DNF | 23  | Jiří Mrkývka        | Ducati       | 8      | Uitgevallen         | 30   |        |
| DNF | 39  | Thierry Mulot       | Ducati       | 6      | Uitgevallen         | 29   |        |
| DNF | 35  | Giovanni Bussei     | Ducati       | 0      | Ongeluk             | 24   |        |
| DNQ | 38  | Johann Wolfsteiner  | Kawasaki     | 0      | Niet gekwalificeerd |      |        |
| DNQ | 67  | Peter Preussler     | Suzuki       | 0      | Niet gekwalificeerd |      |        |

### Race 2
| Pos | Nr  | Rijder              | Constructeur | Rondes | Tijd                | Grid | Punten |
| --- | --- | ------------------- | ------------ | ------ | ------------------- | ---- | ------ |
| 1   | 21  | Troy Bayliss        | Ducati       | 24     | 45:57.655           | 8    | 25     |
| 2   | 100 | Neil Hodgson        | Ducati       | 24     | +0.229              | 1    | 20     |
| 3   | 1   | Colin Edwards       | Honda        | 24     | +22.922             | 3    | 16     |
| 4   | 19  | Hitoyasu Izutsu     | Kawasaki     | 24     | +24.326             | 15   | 13     |
| 5   | 4   | Pierfrancesco Chili | Suzuki       | 24     | +32.584             | 6    | 11     |
| 6   | 11  | Rubén Xaus          | Ducati       | 24     | +34.798             | 13   | 10     |
| 7   | 3   | Troy Corser         | Aprilia      | 24     | +37.623             | 2    | 9      |
| 8   | 24  | Stéphane Chambon    | Suzuki       | 24     | +38.601             | 14   | 8      |
| 9   | 8   | Tadayuki Okada      | Honda        | 24     | +40.295             | 4    | 7      |
| 10  | 5   | Akira Yanagawa      | Kawasaki     | 24     | +46.178             | 10   | 6      |
| 11  | 33  | Robert Ulm          | Ducati       | 24     | +53.801             | 12   | 5      |
| 12  | 46  | Mauro Sanchini      | Ducati       | 24     | +56.019             | 22   | 4      |
| 13  | 55  | Régis Laconi        | Aprilia      | 24     | +1:06.037           | 9    | 3      |
| 14  | 99  | Steve Martin        | Ducati       | 24     | +1:16.714           | 7    | 2      |
| 15  | 27  | Bertrand Stey       | Honda        | 24     | +1:26.934           | 23   | 1      |
| 16  | 6   | Gregorio Lavilla    | Kawasaki     | 24     | +1:29.092           | 11   |        |
| 17  | 52  | James Toseland      | Ducati       | 24     | +1:29.399           | 19   |        |
| 18  | 7   | Juan Borja          | Yamaha       | 24     | +1:47.833           | 18   |        |
| 19  | 86  | Matteo Campana      | Ducati       | 23     | +1 ronde            | 28   |        |
| 20  | 155 | Ben Bostrom         | Ducati       | 23     | +1 ronde            | 5    |        |
| 21  | 31  | Michele Malatesta   | Kawasaki     | 23     | +1 ronde            | 25   |        |
| 22  | 41  | Ludovic Holon       | Kawasaki     | 22     | +2 ronden           | 26   |        |
| DNF | 35  | Giovanni Bussei     | Ducati       | 20     | Uitgevallen         | 24   |        |
| DNF | 51  | Martin Craggill     | Ducati       | 17     | Ongeluk             | 16   |        |
| DNF | 20  | Marco Borciani      | Ducati       | 16     | Uitgevallen         | 20   |        |
| DNF | 36  | Broc Parkes         | Ducati       | 14     | Uitgevallen         | 17   |        |
| DNF | 39  | Thierry Mulot       | Ducati       | 14     | Uitgevallen         | 29   |        |
| DNF | 22  | Lucio Pedercini     | Ducati       | 12     | Uitgevallen         | 21   |        |
| DNF | 23  | Jiří Mrkývka        | Ducati       | 11     | Uitgevallen         | 30   |        |
| DNF | 37  | Frédéric Protat     | Ducati       | 6      | Uitgevallen         | 27   |        |
| DNQ | 38  | Johann Wolfsteiner  | Kawasaki     | 0      | Niet gekwalificeerd |      |        |
| DNQ | 67  | Peter Preussler     | Suzuki       | 0      | Niet gekwalificeerd |      |        |

## Supersport
| Pos | Nr | Rijder               | Constructeur | Rondes | Tijd           | Grid | Punten |
| --- | -- | -------------------- | ------------ | ------ | -------------- | ---- | ------ |
| 1   | 11 | Kevin Curtain        | Honda        | 23     | 45:56.744      | 3    | 25     |
| 2   | 24 | Adam Fergusson       | Honda        | 23     | +8.225         | 4    | 20     |
| 3   | 8  | Andrew Pitt          | Kawasaki     | 23     | +14.576        | 11   | 16     |
| 4   | 22 | Vittoriano Guareschi | Ducati       | 23     | +20.477        | 21   | 13     |
| 5   | 14 | Christophe Cogan     | Yamaha       | 23     | +26.603        | 9    | 11     |
| 6   | 6  | Iain MacPherson      | Kawasaki     | 23     | +42.174        | 15   | 10     |
| 7   | 1  | Jörg Teuchert        | Yamaha       | 23     | +57.493        | 6    | 9      |
| 8   | 21 | Chris Vermeulen      | Honda        | 23     | +1:00.454      | 27   | 8      |
| 9   | 4  | Christian Kellner    | Yamaha       | 23     | +1:02.035      | 23   | 7      |
| 10  | 15 | Werner Daemen        | Yamaha       | 23     | +1:17.333      | 17   | 6      |
| 11  | 18 | Cristiano Migliorati | Honda        | 23     | +1:19.338      | 14   | 5      |
| 12  | 16 | Christer Lindholm    | Yamaha       | 23     | +1:23.157      | 22   | 4      |
| 13  | 51 | Jürgen Oelschläger   | Suzuki       | 23     | +1:23.254      | 32   | 3      |
| 14  | 25 | Markus Barth         | Honda        | 23     | +1:23.822      | 28   | 2      |
| 15  | 2  | Paolo Casoli         | Yamaha       | 23     | +1:23.952      | 10   | 1      |
| 16  | 28 | Sébastien Le Grelle  | Honda        | 23     | +1:36.904      | 31   |        |
| 17  | 53 | Camillo Mariottini   | Ducati       | 23     | +1:38.906      | 30   |        |
| 18  | 49 | Rico Penzkofer       | Ducati       | 23     | +2:09.425      | 13   |        |
| 19  | 54 | Alessandro Polita    | Yamaha       | 22     | +1 ronde       | 34   |        |
| DNF | 5  | Karl Muggeridge      | Suzuki       | 19     | Uitgevallen    | 5    |        |
| DNF | 31 | Vittorio Iannuzzo    | Suzuki       | 19     | Uitgevallen    | 18   |        |
| DNF | 12 | Piergiorgio Bontempi | Yamaha       | 18     | Uitgevallen    | 8    |        |
| DNF | 35 | Stefano Cruciani     | Yamaha       | 17     | Uitgevallen    | 26   |        |
| DNF | 52 | David Muscat         | Ducati       | 15     | Uitgevallen    | 20   |        |
| DNF | 71 | Davide Bulega        | Yamaha       | 15     | Uitgevallen    | 29   |        |
| DNF | 37 | Katsuaki Fujiwara    | Suzuki       | 14     | Uitgevallen    | 7    |        |
| DNF | 65 | Jan Hanson           | Yamaha       | 12     | Uitgevallen    | 25   |        |
| DNF | 23 | Dean Thomas          | Ducati       | 9      | Uitgevallen    | 19   |        |
| DNF | 9  | Fabrizio Pirovano    | Suzuki       | 9      | Uitgevallen    | 33   |        |
| DNF | 99 | Fabien Foret         | Honda        | 8      | Uitgevallen    | 1    |        |
| DNF | 17 | Ivan Clementi        | Yamaha       | 4      | Uitgevallen    | 16   |        |
| DNF | 7  | Pere Riba            | Honda        | 2      | Ongeluk        | 2    |        |
| DNF | 40 | Shannon Johnson      | Honda        | 2      | Uitgevallen    | 24   |        |
| DNF | 69 | James Whitham        | Yamaha       | 1      | Schade ongeluk | 12   |        |
| DNS | 50 | Stefan Nebel         | Suzuki       | 0      | Niet gestart   |      |        |

## Tussenstanden na wedstrijd

### Superbike
| Pos | Nr  | Rijder              | Team    | Punten |
| --- | --- | ------------------- | ------- | ------ |
| 1   | 21  | Troy Bayliss        | Ducati  | 205    |
| 2   | 1   | Colin Edwards       | Honda   | 182    |
| 3   | 3   | Troy Corser         | Aprilia | 163    |
| 4   | 4   | Pierfrancesco Chili | Suzuki  | 143    |
| 5   | 100 | Neil Hodgson        | Ducati  | 131    |

### Supersport
| Pos | Nr | Rijder          | Team     | Punten |
| --- | -- | --------------- | -------- | ------ |
| 1   | 2  | Paolo Casoli    | Yamaha   | 84     |
| 2   | 11 | Kevin Curtain   | Honda    | 81     |
| 3   | 8  | Andrew Pitt     | Kawasaki | 72     |
| 4   | 5  | Karl Muggeridge | Suzuki   | 57     |
| 5   | 1  | Jörg Teuchert   | Yamaha   | 63     |

2001 · 2002 · 2005 · 2006 · 2007 · 2016 · 2017